# WR 102ka
WR 102ka，又称为牡丹星云恒星或牡丹恒星，是一颗位于人马座的恒星，质量为150太阳质量。它是一颗特超巨星，属于沃尔夫–拉叶星。 它是银河系已知亮度最亮的恒星之一，目前被认为是银河系已知第二亮恒星。

## 特征
WR 102ka距离地球26,000光年，而且位于银河系中心附近，虽然其亮度很亮，但可见光的观测受到银道面上星际尘埃的遮蔽，肉眼并不能看到这颗恒星，只能利用红外线观测才能观测到这颗恒星。
欧洲南方天文台使用位于智利的新技术望远镜对WR 102ka进行研究，结果显示它的亮度至少是太阳亮度的3,200,000倍。由于尘埃的阻挡，尚不能确定这颗恒星的绝对亮度，但普遍认为应该和船底座的海山二差不多。
WR 102ka的发射光谱中有强烈和宽阔的氮的光谱线，这表示它属于沃尔夫–拉叶星的WN系列。

## 演化
高亮度恒星一般也是大质量恒星，WR 102ka也不例外。研究者认为WR 102ka在之前是一颗高光度蓝变星，初始质量为150-200个太阳质量。如此大质量的恒星在宇宙中非常罕见，而且至今对天文物理学家来说都是一个难解之谜，因为这个质量已经超过了爱丁顿极限所推算的单一恒星质量的最大值。超越这个极限的恒星非常不稳定，会通过连续不断的恒星风，流失了大量的物质，试图维持恒星重力和辐射压力之间平衡。从理论上说，这种恒星无法保持自身的完整性，必须分裂成两颗或者更多恒星。
通过诞生后不断的质量流失后，目前WR 102ka的质量约为150个太阳质量，而半径是太阳的100倍。流失的物质围绕在恒星周围形成由尘埃和气体构成的星云，外形与牡丹相似，研究者将其命名为“牡丹星云”。WR 102ka会喷射出大量强风形式的恒星物质。在恒星强辐射推动下，这些物质的最高速度便可达到每小时160万公里。
WR 102ka的寿命很短，在未来几百万年内将会发生超新星爆发（极有可能是Ic型超新星爆发）。在爆发时它将成为银河系最明亮的一颗恒星，但由于星际尘埃的阻挡，在地球上依然无法通过肉眼看到它的爆发。